# ちょっと待ってよヨコハマ
「ちょっと待ってよヨコハマ」（ちょっとまってよよこはま）は、はやぶさのセカンドシングル。2013年1月23日にビクターエンタテインメントから発売された。

## 収録曲
1. ちょっと待ってよヨコハマ　[4:27]
作詞：冬弓ちひろ／作曲：桧原さとし／編曲：伊戸のりお
2. YOKOHAMA片想い　[3:18]
作詞：旦野いづみ／作曲：グッチ裕三／編曲：伊戸のりお
3. ちょっと待ってよヨコハマ(オリジナル・カラオケ)　[4:27]
4. YOKOHAMA片想い(オリジナル・カラオケ)　[3:18]
5. ちょっと待ってよヨコハマ(メロ入りカラオケ)　[4:27]
6. YOKOHAMA片想い(メロ入りカラオケ)　[3:18]
7. ちょっと待ってよヨコハマ(女声用カラオケ)　[4:25]